# Xã Birtsell, Quận Foster, Bắc Dakota
Xã Birtsell (tiếng Anh: Birtsell Township) là một xã thuộc quận Foster, tiểu bang Bắc Dakota, Hoa Kỳ. Năm 2010, dân số của xã này là 97 người.